# The Atheist's Guide to Christmas
The Atheist's Guide to Christmas (littéralement : Le Guide de Noël pour athées) est un recueil d'essais rédigés par 42 athées célèbres (comédiens, scientifiques, écrivains), qui donnent des conseils sérieux ou drôles pour passer de belles fêtes de fin d'année. Publié en 2009, il atteint la première place des ventes du site Amazon lors de son lancement.
Il s'agit de la première campagne athée de récolte de fonds par le biais d'un livre, la moitié des bénéfices étant versée à l'association caritative Terrence Higgins Trust,.
Parmi les contributeurs, on trouve Richard Dawkins, Charlie Brooker, Derren Brown, Ben Goldacre, Jenny Colgan, David Baddiel, Simon Singh, Anthony Grayling, Brian Cox, Nick Doody, Ed Byrne, Matt Kirshen, Richard Herring et Simon Le Bon. 
Le nombre d'auteurs a été choisi égal à 42 pour honorer la mémoire de Douglas Adams, athée et auteur du Guide du voyageur galactique, où 42 est associé de façon humoristique à « la grande question sur la vie, l'univers et le reste ».